# Прсте себи, она је још млада!
Прсте себи, она је још млада! (енгл. She's Out Of Control) је америчка комедија из 1989. редитеља Стена Драготија са Тонијем Данцом, Ејми Доленц и Катрин Хикс у главним улогама.
Српски филм Ми нисмо анђели 2 је римејк овог филма.

## Радња
Удовац Даг Симпсон је продуцент у радио-станици у Калифорнији који живи са своје две кћерке, Кејти и Бони. Када најстарија кћерка Кејти напуни 15 година, она предлаже свом оцу да је време да она почне да изгледа као одрасла. У протеклих 14 година Кејти је носила неуредну одећу, нараменице и дебеле наочаре и дружила се са Ричардом, дечаком из суседства и дугогодишњим пријатељем. Али када Даг је отишао на пословни пут, Кејти се уз помоћ Дагове веренице Џенет преобразила у праву лепотицу.
Када се Даг вратио, шокирао се када је сазнао да се младићи свих узраста заинтересовани за излазак са Кејти. Џенет предлаже Дагу одлазак код психијатра када његова опсесија Кејти и њеним момцима пређе екстремне границе. Током друге половине филма, Кејти излази са два момка, са којима на крају раскида. На крају филма Кејти иде на путовање у Европу и поново се сусреће са Ричардом. За то време, Бони, њена млађа сестра, почиње да излази са момцима.

## Улоге
| Глумац           | Улога             |
| ---------------- | ----------------- |
| Томи Данца       | Даг Симпсон       |
| Ејми Доленц      | Кејти Симпсон     |
| Лора Муни        | Бони Симпсон      |
| Катрин Хикс      | Џенет Пирсон      |
| Волас Шон        | доктор Фишбајндер |
| Дерек Макграт    | Џеф Робинс        |
| Ленс Вилсон-Вајт | Ричард            |
| Дејна Ешбрук     | Џои               |
| Метју Пери       | Тимоти            |
| Док О'Нил        | Чак Пирсон        |